# Emmaplein 2-3
Het pand Emmaplein 2-3 in de stad Groningen is een dubbele vrijstaande villa in laat-ecletische stijl met neorenaissancistische kenmerken, die is aangewezen als rijksmonument.

## Beschrijving

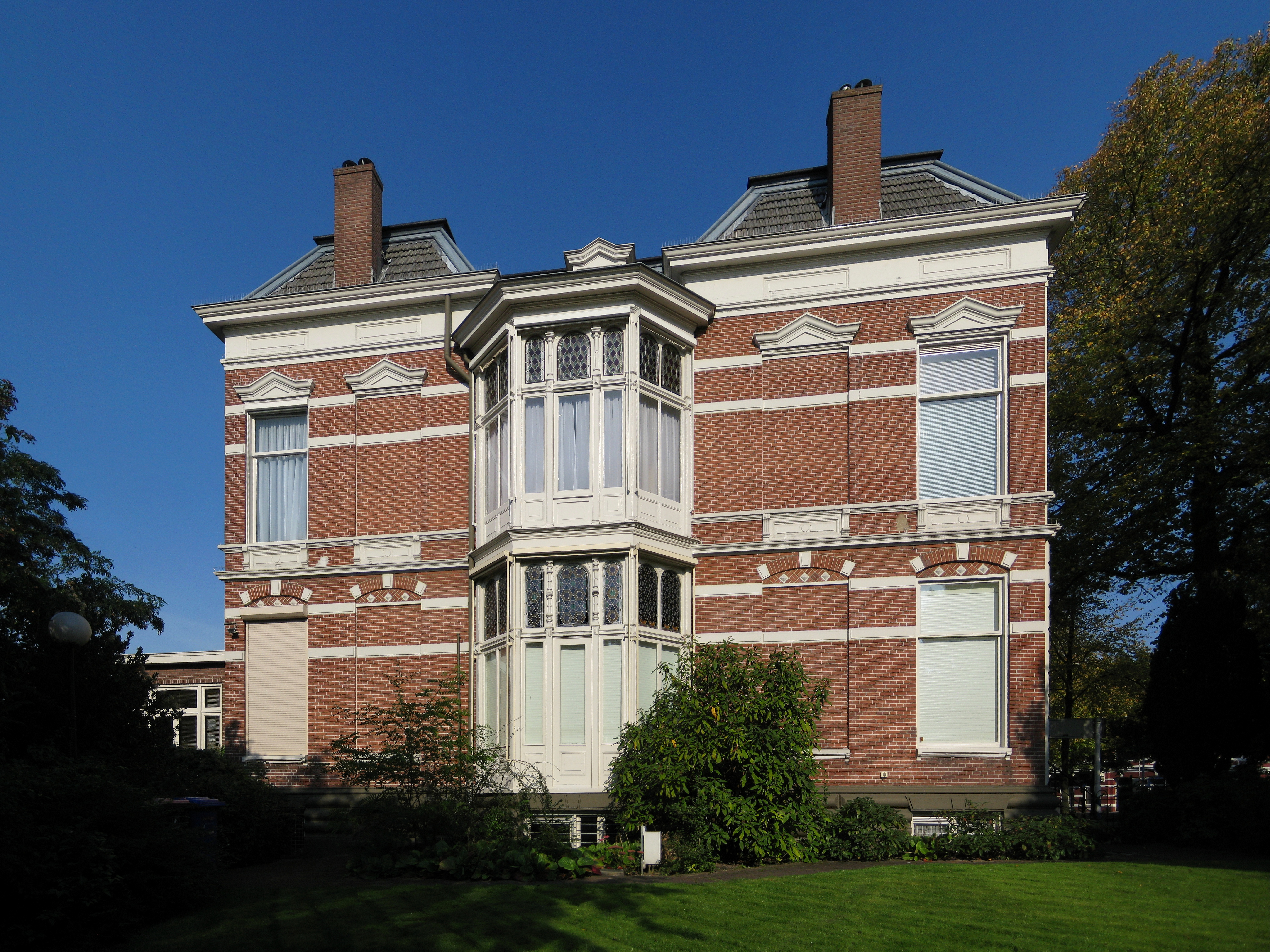
De zijgevel van Emmaplein 3 (de zuidoostelijke helft van de villa) met in het midden de monumentale houten erkers (2011)

De dubbele villa, die op de zuidwestelijke hoek van het Emmaplein staat, werd in 1899 gebouwd in opdracht van W. Bakker naar een ontwerp van de Groninger architect K. Bolhuis. In 1907 werd het pand gesplitst in vier aparte woningen. Dat werd rond 1932 weer ongedaan gemaakt, toen de villa door het architectenbureau van G. Hoekzema (1874-1935) is verbouwd tot zusterverblijf van het Diakonessenhuis, dat toentertijd aan de nabije Praediniussingel gevestigd was. In 1990 is de oorspronkelijke indeling als dubbele villa hersteld. Het pand is tegenwoordig in gebruik als kantoorruimte.
De villa is gebouwd op een rechthoekig grondplan en omvat een souterrain met daarboven twee bouwlagen onder twee evenwijdige en afgeknotte schilddaken, die zijn belegd met grijze muldenpannen. De gevels zijn uitgevoerd in roodbruine baksteen en versierd met gestucte banden. De twee fraai bewerkte voordeuren in de zes traveeën brede voorgevel aan de pleinzijde van de villa zijn bereikbaar via een hoge dubbele hardstenen steektrap, waarvan de ijzeren leuningen zijn vernieuwd. Ter weerszijden daarvan bevinden zich de ingangen van het souterrain, dat is uitgevoerd in gepleisterde imitatie-rustica. Op de bel-etage is boven de voordeuren een balkon aangebracht, dat rust op drie rijk gedecoreerde consoles. De hoeken van de voorgevel zijn versierd met gepleisterde hoekblokken, die naar boven toe overgaan in pilasters met spiegels. De rechtgesloten vensters zijn op de bel-etage uitgevoerd met segmentboogvormige ontlastingsbogen, die zijn versierd met gestucte negblokken en sluitstenen. De vensters op de bovenste verdieping zijn voorzien van timpanen en borstweringen, die deel uitmaken van een omlopende geprofileerde cordonlijst. In de zuidoostelijke zijgevel van de villa bevindt zich tussen blinde vensters met timpanen een over beide verdiepingen doorlopende serre-erker, waarvan de bovenlichten zijn voorzien van gekleurd en in rondboogvorm uitgevoerd glas in lood. Alle gevels worden gesloten door een kroonlijst met velden en daarboven een in profielwerk uitgevoerde bakgoot. In het voordakschild is een kajuit geplaatst, die is versierd met rolwerkwangen en wordt bekroond door een timpaan. In de dakschilden aan de noordwestelijke zijde en de zuidzijde van de villa bevinden zich dakkapellen, waarvan de twee middelste aan de noordwestzijde worden bekroond door frontons.
Het interieur van nummer 3 bevat nog de originele houten paneeldeuren, een gang met een in wit marmer uitgevoerde vloer, meerdere gestucte plafonds en enkele zwartmarmeren schouwen met gepleisterde pilasters. Bij de verbouwing van 1990 is in deze helft van de villa een nieuw trappenhuis geplaatst.
Waardering
De villa is aangewezen als rijksmonument, onder meer vanwege "de architectonische gaafheid van het exterieur" en omdat het pand "door zijn situering aan het zuidwestelijke kwadrant van een rond-point en zijn ligging in een zichtas over het Emmaplein naar het zuiden, een belangrijk element in de hoogwaardige stedebouwkundige structuur van de singelreeks langs de zuidkant van de binnenstad van Groningen" vormt.